# الوكالة الوطنية للبحث والإنقاذ (إندونيسيا)

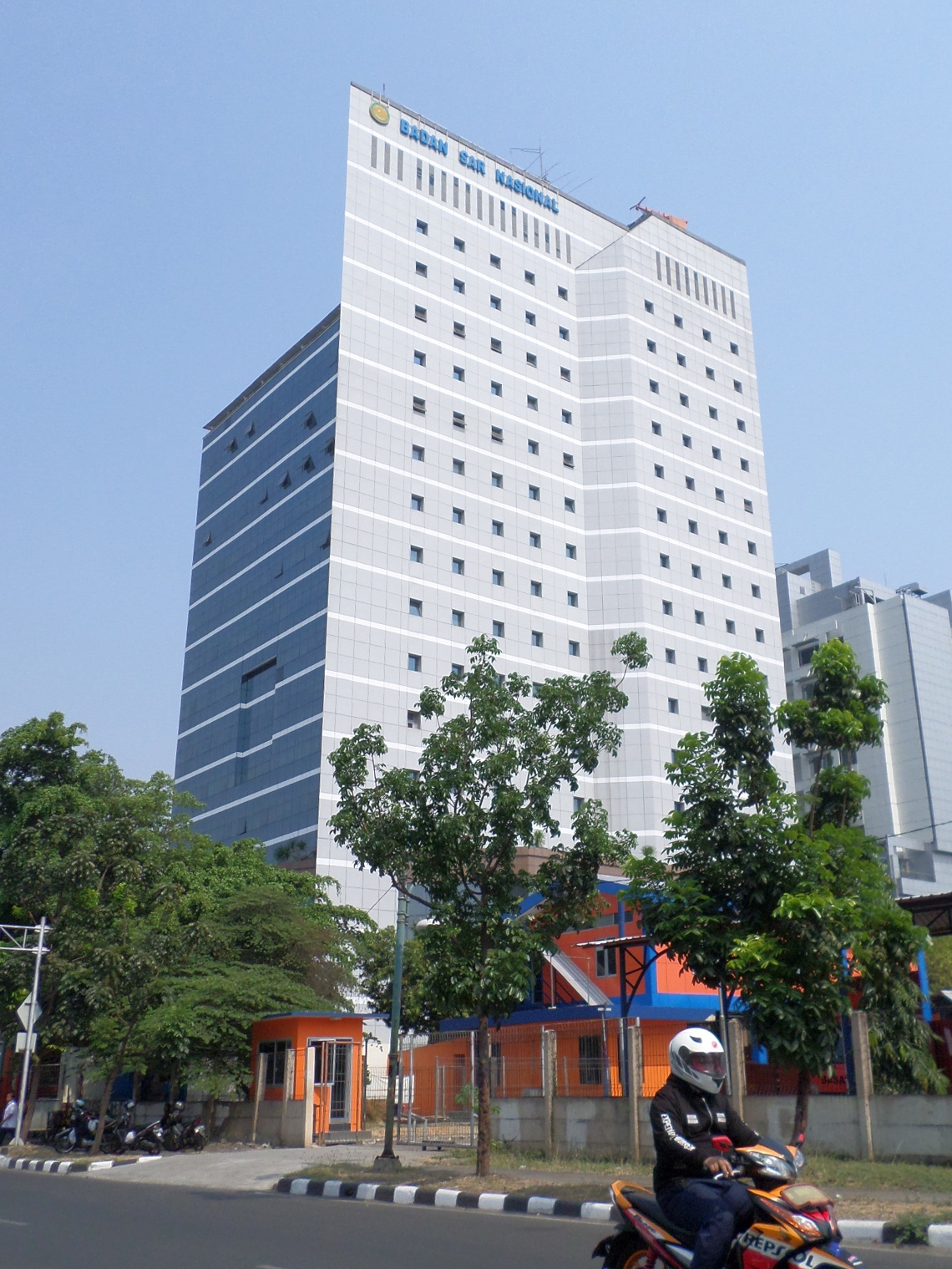
الوكالة الوطنية للبحث والإنقاذ

الوكالة الوطنية للبحث والإنقاذ ((بالإندونيسية: Badan Nasional Pencarian dan Pertolongan)‏؛ تُعرف سابقًا باسم Badan SAR Nasional، وكلاهما مختصر Basarnas) هي وكالة حكومية في إندونيسيا. يقع مكتبها الرئيسي في كيمايوران، وسط جاكرتا في جاكرتا.

## مهمتها
وفقًا للمرسوم الرئاسي رقم 99/2007 بشأن الوكالة الوطنية للبحث والإنقاذ بجمهورية إندونيسيا، فإن مهمة باسارناس الأساسية هي مساعدة الرئيس في تنفيذ أنشطة البحث والإنقاذ في إندونيسيا.